# Ernst Hoppenberg
Ernst Hoppenberg (né le 26 juillet 1878 à Brême et mort le 29 septembre 1937 à Kirn) est un nageur allemand spécialiste des épreuves de nage libre et de dos.

## Jeux olympiques
- Jeux olympiques de 1900 à Paris (France) :
  -  Médaille d'or du 200 m dos.
  -  Médaille d'or au titre du relais 200 m par équipes.